# Nombres de Dios
En el idioma español, el vocablo «Dios» en las religiones monoteístas, se utiliza como título para referirse a una deidad suprema. Los nombres de Dios están asociados a las formas en que se concibe la idea de la divinidad y presentan numerosas variantes. Otras lenguas poseen nombres genéricos similares, aunque es común que la palabra «Dios» en un idioma sea entendida por los hablantes de otras lenguas como referido a alguna deidad específica adorada por ellos. Sin embargo, existen nombres propios que se emplean de forma casi exclusiva para denominar a la deidad de una religión en particular.

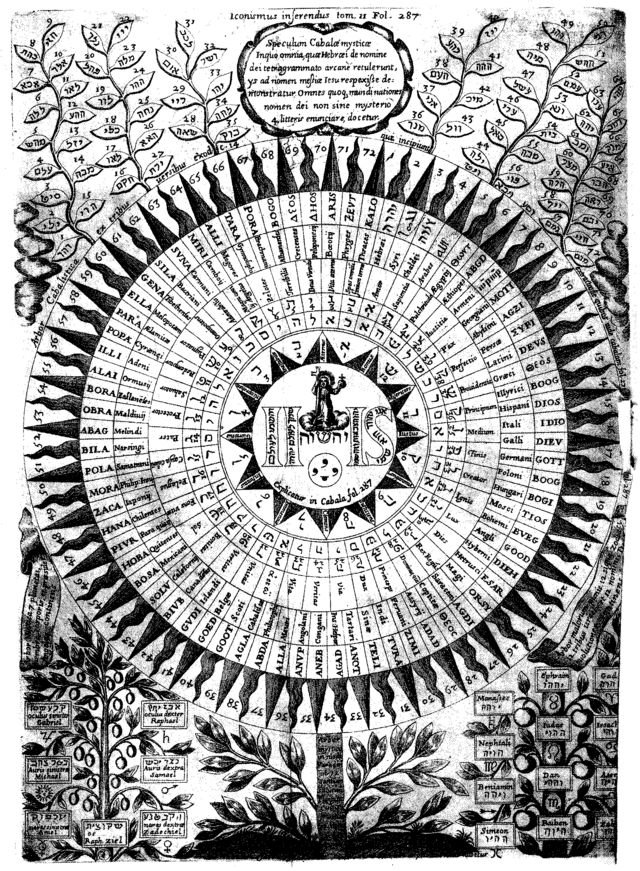
Un "diagrama" de los nombres de Dios en la obra de Athanasius Kircher Oedipus Aegyptiacus (1652-1654). El estilo y forma son típicos de la tradición mística, ya que los teólogos antiguos comenzaron a fusionar conceptos de clasificación y organización previos a la ilustración con la religión y alquimia, tal vez para darle forma artística y una visión más conceptual de Dios.

 La teonímia estudia los temas recurrentes en las formas de referirse a los dioses de diferentes culturas.

## Religiones abrahámicas

### Judaísmo
El nombre de Dios representa la concepción judía de la naturaleza divina, lo consideran sagrado y como muestra de respeto evitan decirlo.
El tetragrammaton (en Hebreo: יהוה; transliterado al español: Yhvh o Yhwh, se suele interpretar que las vocales serían «a» y «e», de donde resultaría Yahveh o Yahweh; otros prefieren la derivación Jehová). Es el nombre más importante de Dios, junto a Elohim.
Mientras que algunos miembros de la comunidad académica han afirmado que la pronunciación de Yhwh se ha perdido, otras fuentes aseguran que eso no es correcto, y que se pronuncia Yahveh, como ejemplo de esto se encuentra en la Enciclopedia Judía, donde se puede leer: «Nunca se perdió la verdadera pronunciación del nombre YHWH. Varios escritores griegos antiguos de la iglesia cristiana testifican que el nombre se pronunciaba "Yahveh". Esto se confirma, por lo menos por la vocal de la primera sílaba del nombre, por la forma abreviada Yah, que es a veces utilizada en poesía (por ejemplo, Ex. 15:2) y el -yahu o -yah que sirve como sílaba final en numerosos nombres hebreos».
Otras referencias, tales como La nueva Encyclopædia Britannica, confirman este dato ofreciendo algunos detalles específicos adicionales: 
"Escritores cristianos antiguos, tales como Clemente de Alejandría en el siglo II, han utilizado una forma como Yahweh, y esta pronunciación del tetragrammaton no se ha perdido nunca. Otras transcripciones griegas también indican que YHWH debe ser pronunciado Yahveh."
Sin embargo, se ha demostrado que Clemente de Alejandría había traducido el tetragrammaton como ιαου. Las aseveraciones previas se basaban en que Clemente de Alejandría había traducido YHWH como ιαουε en griego, que se pronuncia «Yahweh». También se ha visto que la "e" final en esta última forma se agregó posteriormente.

### Cristianismo
Yahveh es una denominación común del Dios personal basado en el nombre del tetragrámaton hebreo (יהוה). Para evitar su pronunciación en vano, el nombre a menudo es eludido y reemplazado por el Señor (equivalente a Adonai en hebreo). Más aún, numerosos estudiosos evitan el nombre porque su pronunciación precisa se perdió. La pronunciación moderna de Jehová, para algunos se considerada incorrecta, pero muchos la reconocen sencillamente como una traducción diversa de Yahveh y no más incorrecta que usar la palabra Jesús. Los testigos de Jehová la usan para referirse al creador y Dios omnipotente, que consideran una entidad superior y separada de Jesús.
Jesús es un nombre personal en hebreo que significa ‘Yavé salva’ o ‘Yavé ayuda’. Cristo significa ‘el ungido’ en griego y traduce la expresión Mesías.
En el judaísmo mesiánico, que es considerado una forma de cristianismo, Yahveh y Jesús son lo mismo, la segunda persona, con el Padre y el Ruah haQodesh (el Espíritu Santo) de ha'Elohiym. Yahveh es llamado haShem, que significa ‘el nombre’.
Al intentar traducir la Biblia a cada lengua, el Dios cristiano ha sido nombrado a partir de un concepto filosófico o pagano que estaba presente en el lenguaje antes del cristianismo.
La misma palabra “Dios” es un ejemplo de esto, pues se refiere a una expresión griega (Θεὸς) que era usada para el Dios supremo antes del cristianismo, en la Septuaginta. Jerónimo de Estridón tradujo la palabra hebrea Elohim como deus. Otros nombres del Dios cristiano que tienen una historia de significados dentro del paganismo han sido usados como medio de evangelización. Por ejemplo, el caso de Francisco Javier que empleaba al inicio la palabra Dainichi para hablar de Dios aunque luego la cambió por Deusu al darse cuenta de las implicaciones del uso del término en el ámbito budista.
El ala evangélica de los cuáqueros a menudo se refieren a Dios como la Luz. Otro término usado es «Rey de reyes» o «Señor de señores» o «Señor de los ejércitos». Otros nombres usados por los cristianos incluyen Dios Padre, Abbá, el Altísimo. Principio, Mente, Alma, Vida, Verdad, Amor y Espíritu son nombres de Dios en el cristianismo cientista. Estos nombres son considerados sinónimos e indicativos de la totalidad de Dios. El nombre «Padre» es el más común para el creador en el cristianismo, ya que fue el usado por Jesús para referirse a Dios.

### Islam
Alá es el nombre en árabe más usado para referirse a Dios en el Islam. Hace hincapié en la unicidad divina. Su origen proviene de "el Dios" en árabe y se usaba en la época preislámica para designar a la divinidad venerada en La Meca. La traducción más apropiada al español es "Dios" y los musulmanes lo identifican con el mismo dios del cristianismo y judaísmo (referido como «el Dios de Abraham, Isaac y Jacob»).
La palabra árabe Alá es un cognado lingüístico de la palabra hebrea Eloah y su traducción al español es la palabra "dios", aunque algunas sectascristianas reiteran que hay diferencia entre su deidad y las deidades adoradas por el judaísmo o el islam. No obstante, Alá es la misma palabra en árabe usada por los judíos árabes, drusos y cristianos árabes cuando se refieren a Dios.
Desde el punto de vista islámico, Alá es el único, omnipotente y tiene los «nombres más bellos». Así que cualquiera de esos nombres puede ser empleado para referirse a Él (como se establece en 18/110, 20/8, 59/24, 7/180 del Corán).
Una tradición islámica muy extendida enumera los 99 nombres de Dios, que se corresponden con sus cualidades.
Amén de estos nombres provenientes del Corán, los musulmanes no arabófonos pueden usar las palabras de su propio idioma para referirse a Dios. Por ejemplo el anacronismo otomano Tanrı (originariamente el dios celestial pagano correspondiente al antiguo Tengri turco), Khoda en el idioma persa que tiene la misma raíz indoeuropea que dios, o «Dios» entre los musulmanes de habla española.

### Rastafari
- En el movimiento rastafari, el emperador Haile Selassie (nacido en 1892, y muerto en 1975) —entre cuyos títulos se incluye Rey de Reyes (nəgusä nägäst), Señor de Señores, y León Conquistador de la Tribu de Judah— es reconocido como Dios hecho hombre. Nacido con el nombre de Ras Tafari Makonnen, al hacerse coronar emperador de Etiopía se hizo llamar Jah Rastafari, siendo Jah (apócope de Yahvé) es el apelativo que recibe Dios en este movimiento.

## Religiones chinas
- Shangdi 上帝 (Hanyu Pinyin: shàng dì): literalmente ‘rey superior’, era el dios supremo adorado en la antigua China. También se usaba para referirse al Dios cristiano en la versión de la Biblia en Mandarín estándar. Asimismo, los cristianos coreanos y vietnamitas usan cognados de este nombre para referirse al dios bíblico.
- Shen 神 (lit. ‘Dios, espíritu o deidad’): se usa comúnmente para referirse a varios espíritus, incluidos dioses y fue adoptado por misioneros protestantes en China para referirse al Dios cristiano. En este contexto suele representarse con un espacio, " 神", mostrando reverencia.
- Zhù, Tian Zhu 主,天主 (lit. ‘Señor en el cielo’) se traduce al español como ‘señor’, utilizado como título formal para el Dios cristiano en las iglesias de China continental.
- Tian 天 (lit. ‘cielo’ o ‘paraíso’) se usa para referirse al cielo o a este como una personificación.

Para todos estos nombres, usualmente se escriben en mayúscula. Sin embargo, personas ateas lo escriben en minúscula, refiriéndose a una entidad menor a ellas.[cita requerida]

## Religiones de la India

### Hinduismo
- Bhagavān: ‘que posee opulencia’ o Ishvará: ‘que es capaz’, amo, soberano. Una parte de los textos hinduistas adora la forma personificada de Dios, como Vishnú o Shivá.
  - Las escuelas vishnuistas consideran a Vishnú como el dios supremo y acorde a esta tradición encontramos el Vishnú Sajasra Nama, himno que describe los mil nombres de Vishnú. El supremo controlador (Ishá) del hinduismo no debe confundirse con las numerosas deidades o dioses que se conocen colectivamente como devas. Los nombres de los Dasavatara (daśa avatāra: ‘diez encarnaciones’) de Vishnú se consideran divinos.
  - Shivá: el dios Supremo de los shivaístas. El Shivá Sajasra Nama enumera sus mil nombres.
  - Trimurti (trimūrti) es la "Trinidad" hindú, aunque difiere ampliamente de la concepción cristiana. Véase Brahmá, Vishnú o Shivá.
- Brahman: ‘lo que se expande’, es la divinidad abstracta, lo supremo incognoscible. El om se considera la primera manifestación de este espíritu supremo no personificado. Los que adoran a Dios como persona, consideran que el Brahman es una mera energía del Ishwará.
- Paramatma: ‘suprema alma’, es Dios en el interior de cada átomo.
- Adi Púrusham: el ‘original varón’, dios creador de la religión védica (que fue anterior a la religión hinduista actual).
- Rama: es el héroe del texto épico Ramaiana y es venerado como el hombre y el rey ideal.

En cambio en libros como el Kabir o el Ravidas —y más recientemente en los escritos de Majatma Gandhi— se venera especialmente el aspecto nirguna (‘sin cualidades’, sin forma, sin nombre) de este dios. Estos adoradores llaman al rey del Ramaiana el saguna Rama (Rama con cualidades).
- Krisná nombre para el Dios personificado, swaiam bhagaván o el ‘propio Opulento’.[7] En el krisnaísmo (grupo de doctrinas centradas en Krisná: Madhwa, Nimbarka, Vallabha y Chaitania) el dios Krisná se adora particularmente este aspecto personal de Dios[8] basado en las descripciones que dan sobre él dentro de la Bhagavad Guitá (siglo III a. C.) y el Bhágavata-purana (siglo XI).[9]
- Anami Purusha: ‘poder anónimo’ (a-nāmi: sin-nombre; puruṣa: ‘varón’) y Radha Soami (rādhā: la niña amante de Krishná; swāmī: ‘amo’) son dos nombres usados para referirse al dios Krishná en el Surat-sabda-ioga.
- Hay decenas de devas (deidades) dentro del hinduismo, que son consideradas como diferentes cualidades de Dios en algunas escuelas filosóficas y referidas por un largo número de nombres y títulos. Algunos son:
  - Durgá: la diosa madre
  - Kalí: la misma diosa madre, en su aspecto más terrorífico.
  - Indra: el dios de la lluvia, rey de todos los semidioses
  - Varuna: el dios del océano
  - Vaiú: el dios del viento y la tempestad
  - Agní: el dios del fuego
  - Ganesha: el dios elefante.

### Sijismo
En el sijismo, Dios es Una Entidad Universal, el creador, iluminado, perpetuo y sin género. Se hace referencia a él en las escrituras sijs bajo cientos de nombres distintos. El libro sagrado de los sijs, llamado Gurú Granth Sahib comienza con el siguiente pasaje llamado mul mantra o el "mantra principal":
Traducción ISO 15919: Ika ōaṅkāra sati nāmu karatā purakhu nirabha'u niravairu akāla mūrati ajūnī saibhaṃ gura prasādi
Pronunciación: Ika oankar sat nam kartá purkh nirbhau nirvair akal murat ayuni saibham gur prasad
Español: ‘Una deidad creadora universal. Su nombre es la verdad. Originalidad personificada. Sin miedo. Sin odio. Imagen de lo eterno, más allá del origen, esa misma. Por la gracia del gurú’.
La traducción al español generalmente utiliza el artículo «él» para referirse a Dios. Pero el sijismo no contempla que el género de Dios y en la versión original panyabí se refleja utilizando género neutral.
El Gurú-granth-sahib afirma lo siguiente sobre Dios: «Tienes tantos nombres, Señor, que no conozco tus límites. No hay otro igual a ti» (Gurú-granth-sajib, página 877).
Un testamento de lo anterior, es el décimo gurú, el himno Gurú Gobind Singh Ji, el Jaap Sahib, compuesto por una lista con los nombres de Dios, recopilados en 199 versos.
Wahegurú es el principal y verdadero nombre de Dios usado en el sijismo.
Los sijs creen que Allah, el nombre de Dios usado por los musulmanes, es válido. De igual modo, las denominaciones hindúes Rama, Brahman y Krishna aparecen frecuentemente en las sagradas escrituras sij. Al Dios de los cristianos, musulmánes, hindúes, etc., se le conoce como Akal Purakh, ser fundamental de los sijs.

Formó a todos estos hombres y mujeres, Señor. Estas son sus formas. Kabir es el niño de Dios, Allah, Raam. Todos los gurúes y profetas son míos. Dice Kabir, escuchad, hombres y mujeres: buscad el santuario del único. Cantad el naam, el nombre del señor, mortales y seguramente seréis llevados a través.
Sri Gurú Granth Sahib, página 1349

#### Nombres sijs
- Akal Purakh: ‘ser primordial y eterno’ (akal: ‘primordial, eterno’ y purakh: ‘ser’).
- Ek Onkar: ‘único creador’ (eka: ‘único, omkara: ‘creador’).
- Satnam: ‘nombre verdadero’, algunos opinan que es un nombre para Dios en sí mismo, otros creen que es un adjetivo usado para describir el Gurmantar Wahegurú.
- Wahegurú: ‘maestro maravilloso’, éste es el nombre predilecto entre los sijs, y se le conoce como Gurmantar (gurú-mantra: la palabra del gurú).
- Bhao Khandan: ‘destructor del miedo’
- Dukh Bhanjno: ‘disipador del dolor’
- Bhagat Vachhal: ‘amante de sus santos’
- Hari: ‘brillante, reluciente, esencial’, nombre absoluto de Dios
- Govinda: ‘cuidador del mundo’
- Bhagaván: ‘señor o ser supremo’
- Rabh
- Uppar Valah
- Malik

Dios, según el Gurú Nanak está más allá de toda comprensión humana y tiene infinitas virtudes, puede tomar innumerables formas y puede llamársele por incontables nombres, así: «Sus Nombres son tantos, y sus formas interminables. Nadie puede decir cuantas magníficas virtudes tiene» (Gurú Granth Sahib, página 358).

### Jainismo
No hay nombres específicos para Dios en el jainismo. Sin embargo, a Mahavir y otros profetas o seres perfectos se les conoce como Tirthankar (los victoriosos) o Jina.

### Budismo
La concepción general del budismo es la de una religión o filosofía sin un ser superior en el sentido de creador universal o creador de la raza humana. El histórico Buda (también conocido como Siddhartha Gautama Buddha) es considerado un ejemplo de como un humano ha alcanzado lo primordial, lo eterno, la esencia contenida dentro de todos los seres y fenómenos. Mientras en la tradición theravāda, Buda no es considerado divino, en muchas escuelas mahāyāna se concibe a Buda como la esencia eterna, imperecedera de todos los fenómenos.
Las escuelas budistas de Tierra Pura en China y Japón reverencian el Nembutsu, alabanza ofrecida a Amida Buda (Namu Amida Butsu), como el método exclusivo en esta última edad del «dharma degenerado» (mappō) para el nacimiento en la Tierra Pura después de la muerte terrenal. Shinran, el fundador de la secta Tierra Pura japonesa llamada Jodo Shinshu, llegó a declarar el nombre al mismo nivel que Amida y sus características (Luz Infinita e Inmortalidad).

## Religiones en la antigüedad clásica

### Egipto faraónico
Aten  Correspondía al Dios-Sol que el faraón Akhenaten había declarado como único dios de culto del estado como parte de su reforma absolutista para oponerse al poder de la hegemónica casta sacerdotal. Tras su muerte, los sacerdotes restauraron el antiguo sistema politeísta. Véase también el Himno a Atón.

### Perú Incaico
Apu Qun Tiqsi Wiraqucha Los cronistas españoles encontraron ciertas similitudes y en algunos casos ideas sobre Dios y el cosmos avanzadas, por lo que trataron de adaptar sus vocablos para comprender el nombre y la definición del Dios de los habitantes del Imperio Incaico, tal como le conocían y adoraban. En quechua, apuj' significa señor, tiqsi significa fundamento, base, inicio; mientras que wiraqucha proviene de la fusión de dos vocablos: wira (metátesis de wari = sol) y qucha (contenedor de agua, lago, laguna). Normalmente se le denomina con los nombres cortos de: Huiracocha, Viracocha o Wiracocha y algunas etnias quechua hablantes existentes en Perú le siguen considerando en sus tradiciones religiosas y ceremonias místicas.

### Religión romana
Mientras algunas de las deidades más antiguas tenían nombres precedentes a los pueblos latinos a los que pertenecían los romanos y otras fueron adoptadas con sus nombres autóctonos (o latinizados de un modo evidente), muchas divinidades menores fueron bautizadas como personificaciones de aspectos menores de la vida diaria.
En latín se usaba una palabra abstracta para dios, deus (de ahí deidad y de sus adjetivo divinus, divinidad) procedente de la raíz proto-indoeuropea deiwos, así como la raíz para «cielo» y «día» (el concepto de dios era originariamente ‘brillante’ pero no está claro si fue originalmente dios-sol o ‘iluminador’). El epíteto Deus Optimus Maximus (DOM), ‘dios mejor y mayor’, acuñado para Júpiter, el pater familias del panteón romano, sería adoptado más tarde por el cristianismo con la forma Deus (forma que persiste a día de hoy en gallego y portugués).

### Mitra
El nombre de este dios persa de la luz fue una de las primeras palabras índicas que se conocieron.
Apareció en unas tablas de arcilla en Anatolia fechadas alrededor del siglo XVI a. C., proveniente del latín, derivado del griego Mithras.
Esto a su vez derivó del avéstico Mithra, posiblemente de la raíz indo-iraní mitram (contrato), en donde mitras (‘amigo’) aparece visualizado como un dios, o primero como el epíteto de una divinidad y finalmente como su nombre. La base de la raíz proto-indoalemana mei- (atar) está relacionada con el Mitra sánscrito, una deidad védica asociada con el dios Varuna.

## Otras tradiciones
- El Dios desconocido en la Antigua Grecia
- Xwedê es el término usado para referirse a Dios en el yazidismo y en kurdo.
- Abraxas es un dios que une los conceptos dualístas en el Gnosticismo.
- Ein sof en la Cábala
- Cao Đài es el nombre de Dios en el caodaísmo.

### Zoroastrismo
Ahura Mazda ‘señor de la luz’ o ‘señor sabio’ es el nombre del dios supremo y benevolente en el zoroastrismo. Sus seguidores pueden referirse a Ahura-Mazda como Ormazd, una contracción del término original.

### Mitología guanche
Achamán "dios de los cielos" o simplemente "el cielo" es el nombre del dios supremo y creador para la Mitología guanche, su eterno rival era Guayota "el maligno".

### Fe bahá'í
Los bahá'ís se refieren a Dios usando la palabra local para Dios en la lengua en que se esté hablando en ese momento. En ocasiones durante los rezos, Bahá'ís aparece por sus títulos y cualidades, como el poderoso, el omnipotente, el misericordioso, el más generoso, el sabio, el incomparable, el amable, el ayudante, el glorioso o el omnisciente. El árabe y el persa fueron las primeras lenguas en las cuales la fe bahá'í fue transcrita, el término Allah y otros nombres se usan en contextos específicos, incluso por oradores no árabes.

### Deísmo y panteísmo
En el deísmo y el panteísmo, y variaciones de éstas como pandeísmo y panenteísmo, se refieren a Dios como deus, la forma latina para dios, que dio lugar a la palabra deísmo.
Los creyentes panteístas comparan a Dios con el Universo y suelen referirse a él por ese término (a veces anteponiendo el artículo definido: «El dios»).

## Tabúes
Algunas religiones tienen diversos tabúes relacionados con los nombres de sus respectivos dioses. En ciertos casos, el nombre nunca debe ser pronunciado o solo por un pequeño círculo de iniciados, o solo se puede vocalizar en algunos momentos prescritos durante ciertos rituales. En otros casos, el nombre puede ser pronunciado libremente, pero el tabú se aplica cuando es escrito. Es común considerar un escrito que contenga el nombre de algún dios como cosa digna de respeto, que, por ejemplo, no podría ser pisado o ensuciado. Podría resultar permisible quemar el escrito cuando ya no es usado.

### Judaísmo
Debido a la influencia de las tradiciones paganas sirofenicias, se dan entre los judíos diversos formas de evitar que el nombre de Dios sea despreciado. Una vez escrito, el nombre debe ser preservado de manera indefinida. Esto sucede con algunas prácticas conocidas:
- Materiales cotidianos como un calendario que incluye citas de la Torá están escritos intencionadamente con una forma abreviada del nombre. Por ejemplo, las comillas escritas en inglés pueden sustituir G-d para el nombre de Dios. Así, tales impresos pueden ser tirados a la basura.
- Copias de la Torá son usadas en los servicios litúrgicos, y por ello se gastan mucho. Desde el momento en que ya no puedan ser usados, son llevados al ático de la sinagoga. Y allí permanecen hasta que se las pueda quemar.
- Todos los textos religiosos que incluyan el nombre de Dios deben ser quemados.

### Islam
- En el islam, el nombre (o cualquier nombre) de Dios debe ser tratado con el mayor de los respetos. De hecho, se indica en diversas azoras del Corán que los auténticos creyentes han de respetar profundamente el nombre de Dios (cf. 33/35, 57/16, 59/21, 7/180, 17/107, 17/109, 2/45, 21/90, 23/2). Por otro lado, también se les prohíbe a los creyentes que juren innecesariamente usando el nombre de Alá (cf. 24/53, 68/10-11-12-13-14, 63/2, 58/14, 58/16, 2/224). Se espera siempre que el nombre de Dios sea usado de manera reverente.

### Cristianismo
- En el cristianismo, el nombre de Dios «no ha de ser usado en vano», lo cual normalmente se interpreta en el sentido de que es una blasfemia maldecir haciendo referencia a Dios.
- Algunos cristianos usan las mayúsculas al escribir cualquier referencia a Dios (pronombres, artículos, etc). Así escriben: «El Señor», «Su Santo Nombre», etc.
- El nombre de Dios usado en vano puede también interpretarse como intentar invocar el poder de Dios, como un medio para impresionar, intimidar, castigar, condenar o controlar a otros. Por cuanto, Dios es un Dios de amor, según el Nuevo Testamento, cualquier intento de usar el nombre de Dios en vano va a resultar infructuoso. El amor no actúa por temor servil.
- Algunos cristianos sienten escrúpulos para poner a sus hijos nombres como Jesús (sobre todo en ámbitos protestantes) o Emanuel o Salvador.

## Literatura y ficción
- Aigonz es el término para Dios en la lingua ignota de Hildegard de Bingen.
- Eru Ilúvatar, el nombre del Dios monoteísta en Quenya, un lenguaje ficticio inventado por J. R. R. Tolkien.
- Los nueve billones de nombres de Dios, un cuento de Arthur C. Clarke.
- Emperador más allá de los Mares es el nombre de Dios en Las Crónicas de Narnia. Tiene un hijo llamado Aslan, por su parte, Cristo. descrita en los libros de C. S. Lewis
- Maleldil es el nombre de Dios (o, siendo más exactos el personaje alegórico asociado con Jesús) en Old Solar, el lenguaje real en la Trilogía Cósmica descrita en los libros de C. S. Lewis
- En la película Pi, los personajes están buscando el nombre real de dios (Shemhamphorash) compuesto por 216 letras.
- En la película Warlock, el personaje principal busca las páginas del Gran Grimorio en las que se encuentra el verdadero y perdido nombre de Dios. Si se dijese al revés, el universo terminaría. Los espectadores pueden ver las letras formándose, pero no la palabra completa y Warlock no consigue pronunciar más que la primera sílaba antes de ser asesinado.
- En Indiana Jones y la última cruzada, Indiana casi se precipita desde una gran altura tratando de deletrear el nombre del dios judío Jehovah en un antiguo puzle de letras. Comenzó pisando erróneamente la letra "J" pero luego recordó que en latín Jehovah comienza con "I".